# Battaglia d'Agosta
La battaglia navale di Augusta (conosciuta anche come Battaglia d'Agosta) ebbe luogo il 22 aprile 1676 durante la guerra franco-olandese e fu combattuta tra la flotta francese di 29 navi da guerra, 5 fregate e 8 cannoniere sotto il comando di Abraham Duquesne e una flotta olandese-spagnola di 27 navi (17 olandesi e 10 spagnole) più 5 cannoniere comandate dal tenente-ammiraglio generale Michiel de Ruyter.
La battaglia fu corta ma intensa e si concluse improvvisamente quando Duquesne, dopo aver saputo che De Ruyter era stato ferito mortalmente, si ritirò. Nessuna delle due parti perse delle navi, anche se ci furono molti morti e feriti, soprattutto tra gli Olandesi.

## Ordine di battaglia

### Francia (Abraham Duquesne)
- 29 navi di linea
- 5 fregate
- 8 cannoniere

#### Primo squadrone (Alméras)
- Fidèle 56 (Cavaliere de Cogolin)
- Heureux 54 (Monsieur de La Bretesche)
- Vermandois 50 (Cavaliere di Tambonneau)
- Pompeux 72 (Cavaliere di Valbelle, chef d'escadre)
- Lys 74 (Tenente-ammiragio.generale Marchese Guillaume d'Alméras, ucciso; Capitano di bandiera Etienne Gentet e Cavaliere de Montbron)
- Magnifique 72 (Monsieur de La Gravière)
- Parfait 60 (Monsieur de Chasteneuf)
- Apollon 54 (Cavaliere de Forbin)
- Trident 38 (Cavaliere de Bellefontaine)

Cannoniere
- Ardent
- Orage

#### Secondo squadrone (Duquesne)
- Fortune 56 (Marchese d'Amfreville)
- Aimable 56 (Monsieur de La Barre)
- Joli 46 (Monsieur de Belle-Isle)
- Éclatant 60 (Monsieur de Coü, ucciso; rimpiazzato da Monsieur de Saint-Germen)
- Sceptre 80 (Conte Anne Hilarion de Tourville)
- Saint-Esprit 72 (viceammiraglio Abraham Duquesne)
- Saint Michel 60 (Marchese de Preuilly d'Humiéres)
- Mignon 46 (Monsieur de Relingues)
- Aquilon 50 (Monsieur de Montreuil)
- Vaillant 54 (Monsieur de Septesme)

Cannoniere
- Salvador
- Imprudent
- Inquiet

#### Terzo Squadrone (Gabaret)
- Assuré 56 (Marchese de Villette-Mursay)
- Brusque 46 (Cavaliere De La Mothe)
- Syrène 46 (Cavaliere de Béthune)
- Fier 60 (Monsieur de Chabert)
- Agréable 56 (Monsieur d'Ailly)
- Sans-Pareil 70 (Capo squadra Jean Gabaret, Capitano di bandiera Alain Emmanuel de Coëtlogon)
- Grand 72 (Monsieur de Beaulieu)
- Sage 54 (Marchese de Langeron)
- Prudent 54 (Monsieur de La Fayette)
- Téméraire 50 (Cavaliere de Levy)

Cannoniere:
- Dangereux
- Hameson
- Dame-de-la-Mère

### Olanda/Spagna (Michiel de Ruyter)

#### Squadrone De Ruyters
- Spiegel 70 (Gilles Schey)
- Groenwijf 36 (Jan Noirot)
- Leiden 36 (Jan van Abkoude)
- Leeuwen 50 (Frans Willem, Graaf van Limburg Stirum)
- Eendracht 76 (Ammiraglio Michiel De Ruyter, ucciso; Capitano di bandiera Gerard Callenburgh)
- Stad en Lande 54 (Joris Andringa)
- Zuiderhuis 46 (Pieter de Sitter)
- Damiaten 34 (Isaac van Uitterwijk)
- Oosterwijk 60 (Jacob Teding van Berkhout)
- Tonijn 8 ( Philips Melkenbeek)
- Kreeft 8 ( Wijbrand Barendszoon)
- Ter Goes 8 ( Abraham Wilmerdonk)
- Salm 4 (cannoniere, Jan van Kampen)
- Melkmeisje 2 (cannoniere, Arent Ruyghaver)
- Zwarte Tas 4 (Jacob Stadtlander)

#### Squadrone De Haans
- Steenbergen 68 (Pieter van Middelandt)
- Wakende Boei 46 (Cornelis Tijloos)
- Edam 34 (Cornelis van der Zaan)
- Kraanvogel 46 (Jacob Willemszoon Broeder)
- Gouda 76 (Viceammiraglio Jan de Haan)
- Provincie van Utrecht 60 (Jan de Jong)
- Vrijheid 50 (Adam van Brederode)
- Harderwijk 46 (Mattheus Megang)
- Prinsen Wapen 8 ( Hendrik Walop)
- Rouaan 8 ( Willem Knijf)
- Roos 8 ( Juriaan Baak)
- Sint Salvador 6 (cannoniere, Jan Janszoon Bont)
- Jakob en Anna 4 (cannoniere, Dirk Klaaszoon Harney)
- Witte tas 4 nave supporto, Adriaan van Esch)

#### Navi Spagnole
10 o 12 navi a seguire:
- Nuestra Señora del Pilar (Capitana Real) 64/74 (1000-1100 equipaggio) Almirante Francisco Pereire Freire de La Cerda (o de La Zerda)
- Santiago (Nueva Real) 80
- San Antonio de Napoles 44/46 (500 equipaggio)
- San Felipe 40/44
- San Carlo/Salvator delle Fiandre/San Salvador (Almiranta de Flandres) 40/42/48 (350 equipaggio)
- San Joaquin/San Juan 80
- San Gabriel 40
- Santa Ana 54/60
- Nuestra Señora del Rosario 50
- Nuestra Señora de Guadalupe
- Nuestra Señora del Rosario y Las Animas

## Seguito della battaglia
Le flotte spagnole e olandesi tornarono al porto di Palermo per riparare le navi danneggiate nel corso della battaglia. Colte di sorpresa, saranno definitivamente sconfitte il 2 giugno, nel corso della Battaglia di Palermo (1676).